# Richard Crandall
Richard Eugene Crandall (* 29. Dezember 1947; † 20. Dezember 2012 in Portland, Oregon) war ein US-amerikanischer Informatiker und Physiker.
Crandall wurde durch Beiträge zur algorithmischen Zahlentheorie bekannt, vor allem zur Entwicklung der Irrational Base Discrete Weighted Transform (IBDWT), einer wichtigen Methode zum Auffinden sehr großer Primzahlen. Er war bis zum Tod außerordentlicher Professor für Informatik und Direktor des Center for Advanced Computation am Reed College.
Mit seinem Kollegen Joe Buhler ist er dort am Projekt zur numerischen Verifikation der Vermutung von Harry Vandiver und Ernst Eduard Kummer über die Klassenzahl von Kreisteilungskörpern beteiligt.

## Schriften
- Pascal Applications for the Sciences. John Wiley & Sons, New York 1983, ISBN 978-0-471-87242-9.
- Mit Marianne M. Colgrove: Scientific Programming with Macintosh Pascal. John Wiley & Sons, New York 1986, ISBN 978-0-471-82176-2.
- Mathematica for the Sciences. Addison-Wesley, Reading, Mass, 1991, ISBN 978-0-201-51001-0.
- Projects in Scientific Computation. Springer-Verlag, 1994, ISBN 978-0-387-97808-6.
- Topics in Advanced Scientific Computation. Springer-Verlag, 1996, ISBN 978-3-540-97808-4.
- Mit Martin Levich: A Network Orange. Springer-Verlag, 1997, ISBN 978-0-387-94647-4.
- Mit Carl Pomerance: Prime numbers: A Computational Perspective. Springer-Verlag, 2001, ISBN 978-0-387-94777-8.